# Dick Rules
Dick Rules oder Bleeder (bürgerlich: Michael Wayne Ward) ist ein US-amerikanischer MC des Hardcore Techno.
Dick Rules war ab Mitte der 1990er Jahre bis 2006 als MC aktiv. Er wirkte überwiegend bei Singles und Live-Auftritten des DJs Marc Acardipane mit. 2003 hatte er einen Charthit mit der Scooter-Single Maria (I Like It Loud).  

## Diskografie (Auswahl)
- 1995: Pump it (mit Masters of Rave)
- 2002: I like it Loud (mit Marc Acardipane)
- 2002: Puzzy pays my Bills (mit Nasty Django)
- 2003: "Wie alt bist du?" (mit Kloficker)
- 2004: Sexxmachine (mit Ouch!)
- 2004: Horny (mit Nightbass DJ Team)
- 2005: Tricky Tricky (mit Rumble!)
- 2005: Massacre (mit DJ Shredda)